# Det Latinske Kejserrige
Det latinske kejserrige eller Det latinske imperium (latin: Imperium Romaniae) blev oprettet efter det fjerde korstog i 1204, da Konstantinopel, hovedstaden i det byzantinske rige, blev erobret. Det latinske kejserrige havde som mål at få folket til at konvertere fra ortodoks kristendom til katolsk kristendom, og det skabte uro i Konstantinopel. I år 1204 blev Balduin I kejser i Det latinske Kejserrige. Hans første opgave fra paven var at erobre alle de gamle byzantinske territorier. Efter Konstantinopels fald var der oprettet nye stater i flere af disse områder, og alle havde samme mål: at generobre Konstantinopel. Ideen med Det latinske kejserrige var, at de skulle udskifte de ortodokse kejsere med katolske kejsere, så efterfølgeren til Romerriget var katolsk. Riget ophørte i 1261, da kejser Mikael VIII Palaiologos generobrede Konstantinopel.

## Religion
Religionen i Det latinske rige var katolsk, men den mest udbredte religion i landet var den ortodokse tro. Ortodoks kristendom blev aldrig gjort ulovlig, fordi landet var optaget af krigene med Bulgarien, Kejserriget Nikæa, Despotatet Epirus og Trapezunt.